# Frans Gast
François Marie Gerardus Hubert (Frans) Gast (Maastricht, 11 november 1927 - aldaar, 11 januari 1986) was een Nederlandse beeldhouwer, tekenaar en medailleur.

## Leven en werk
Gast kreeg van 1947 tot 1951 een beeldhouwopleiding aan de Middelbare Kunstnijverheidsschool (later Stadacademie, nu Maastricht Institute of Arts) en volgde aansluitend van 1951 tot 1955 een postacademische studie aan de Jan van Eyck Academie in Maastricht bij onder anderen de hoogleraren Charles Vos en Oscar Jespers. In 1956 studeerde hij met een Franse studiebeurs in het atelier van Robert Couturier aan de École nationale supérieure des arts décoratifs in Parijs.
De kunstenaar trouwde in 1955 met Margot Glebocki (1922-2015). Zij woonden en werkten vanaf 1956 in Maastricht. Van 1972 tot 1986 was hij docent beeldhouwkunst, onder andere aan de Fontys Academie voor Beeldende Vorming in Tilburg. Het werk van Gast is zowel abstract als figuratief.

## Werken[1][2](selectie)
- Berg en Terblijt: Maria met kind, Mariakapel hoek Kleinstraat-Geulhemmerweg
- Eindhoven: 'Schoorsteenplastiek' (jaartal onbekend), Henri Dunantpark
- Geleen: Sint Michaël en de draak (1961), Graaf Huyn College
- Heerlen: Christus en de Apostelen (1954), R.K. kerk H. Drievuldigheid
- Heerlen: Vrijheid (1961), Bernardinuscollege (binnenplaats)
- Heerlen: De Mijnwerker (1976), Geleenstraat
- Kerkrade: Apocalyptisch tafereel (1965), R.K. Blijde Boodschap
- Maastricht: Kinderen (1950), Vijfkoppen
- Maastricht: Drie valken (1962), Rotonde Keurmeerdersdreef
- Maastricht: Ikaros (1963), Juliana van Stolberglaan
- Maastricht: Fontein Hawt uuch vas (1978), Vrijthof
- Meerssen: Gevelsculpturen St. Jozef Arbeider (1959), H. Jozef Arbeiderkerk
- Moerslag: beeld in de Mariakapel
- Tilburg: Twee haviken (1959) - Ringbaan Oost
- Utrecht : Wonderbare visvangst (1964), Tamboersdijk

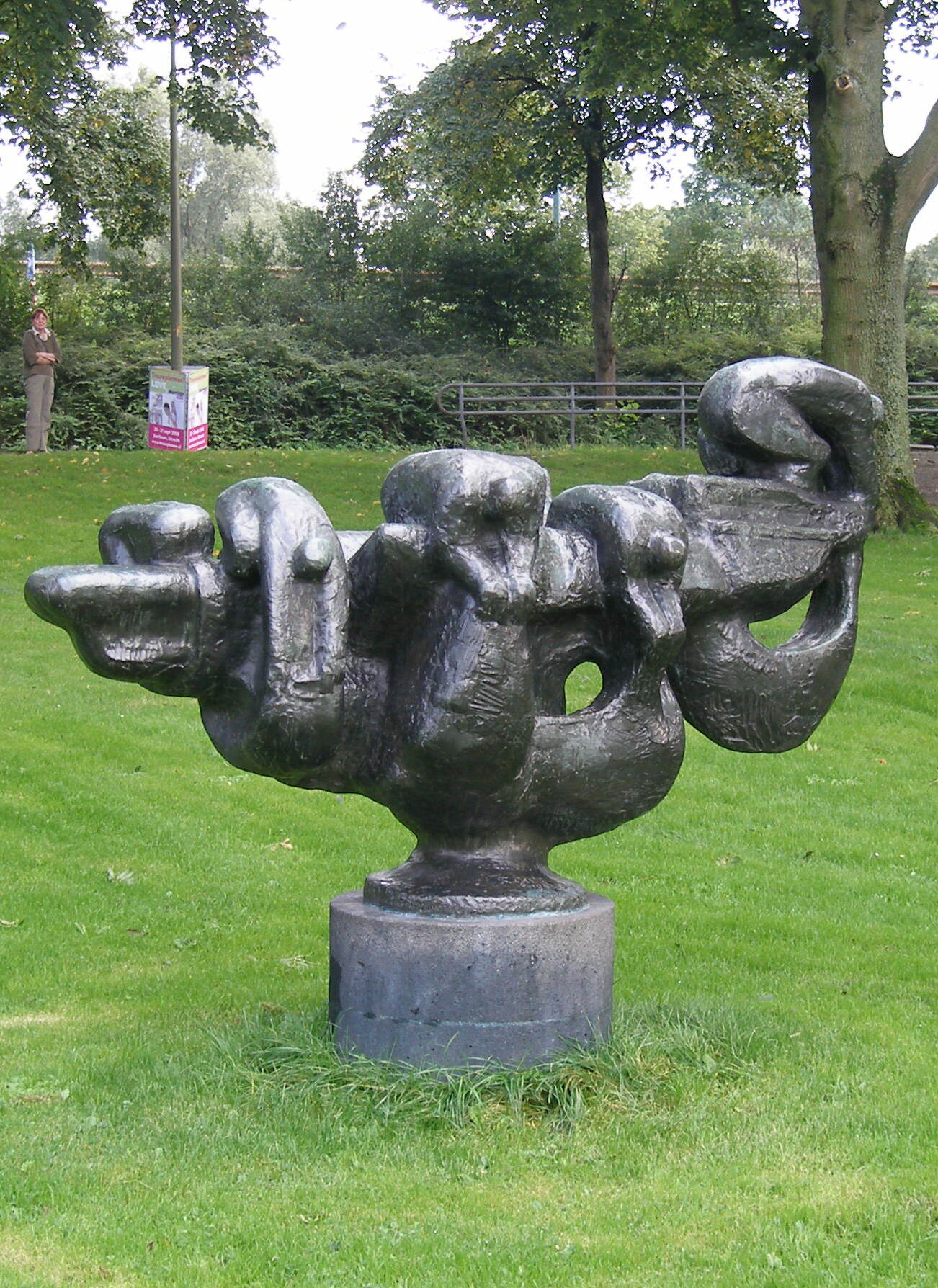
Wonderbare visvangst (1964), Utrecht
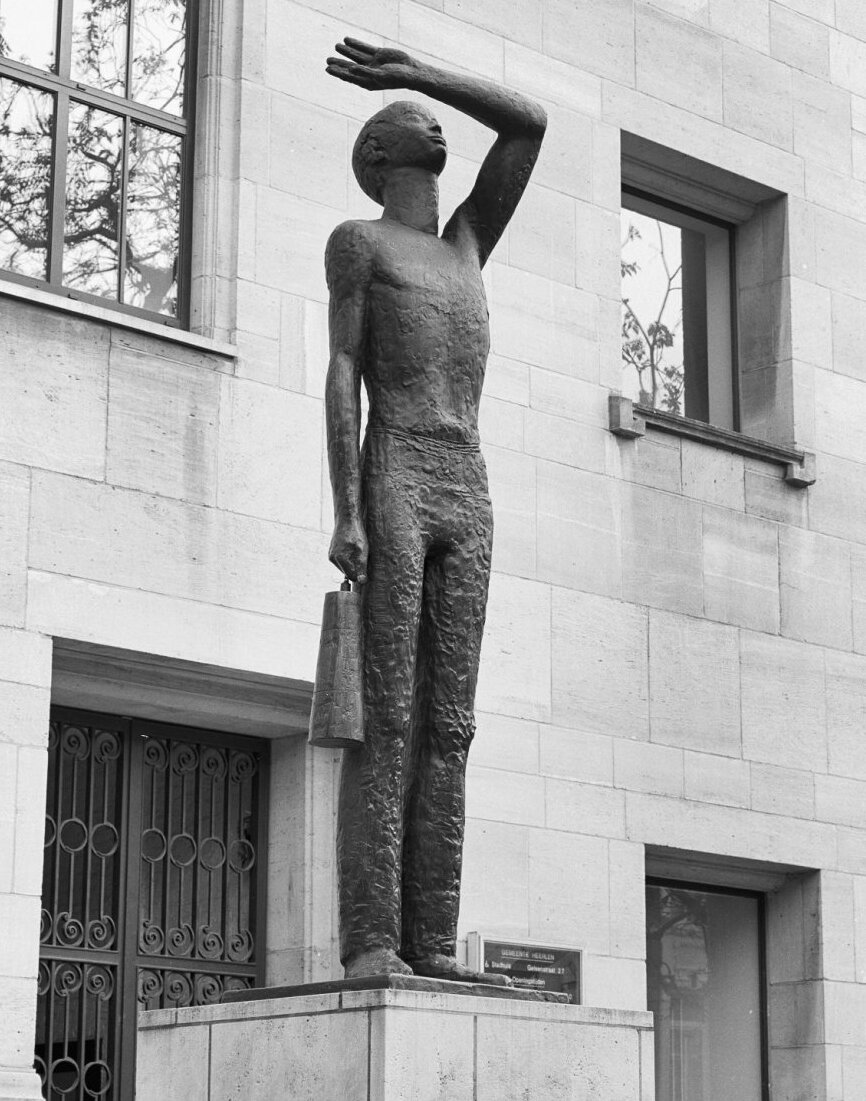
De Mijnwerker (1976), Heerlen
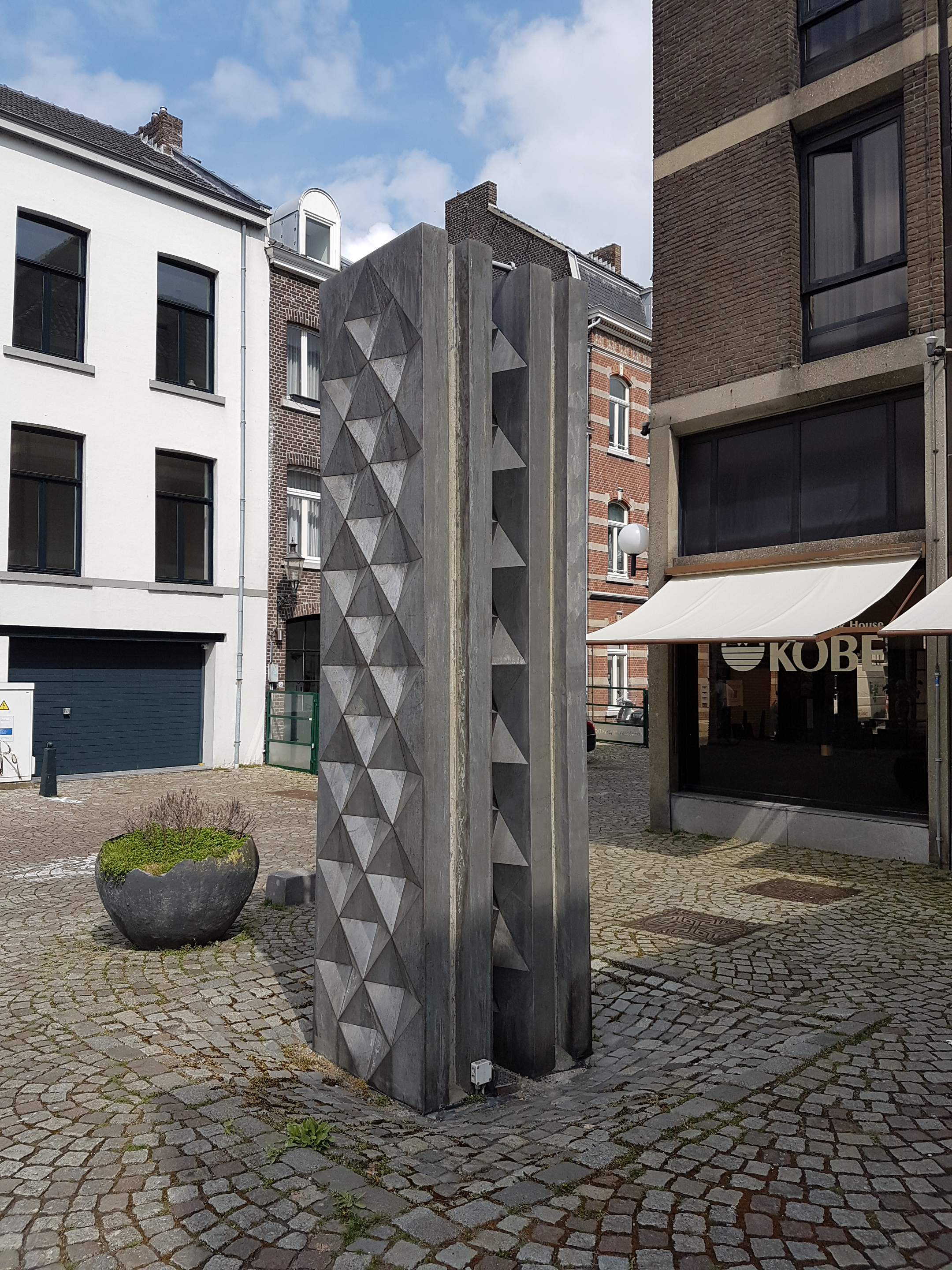
Sculptuur/fontein (1977), Maastricht
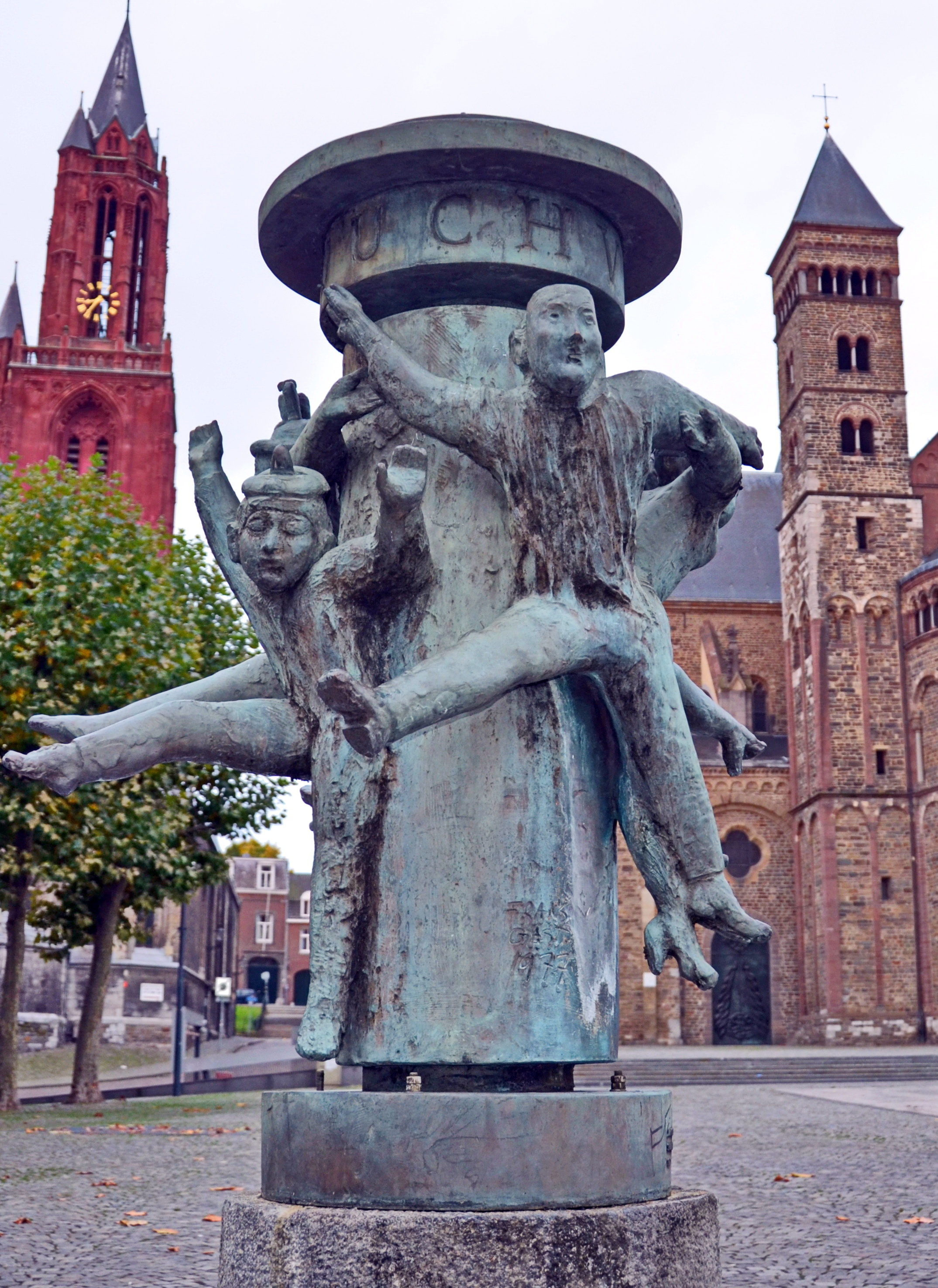
Sculptuur/fontein Hawt uuch vas (1978), Maastricht
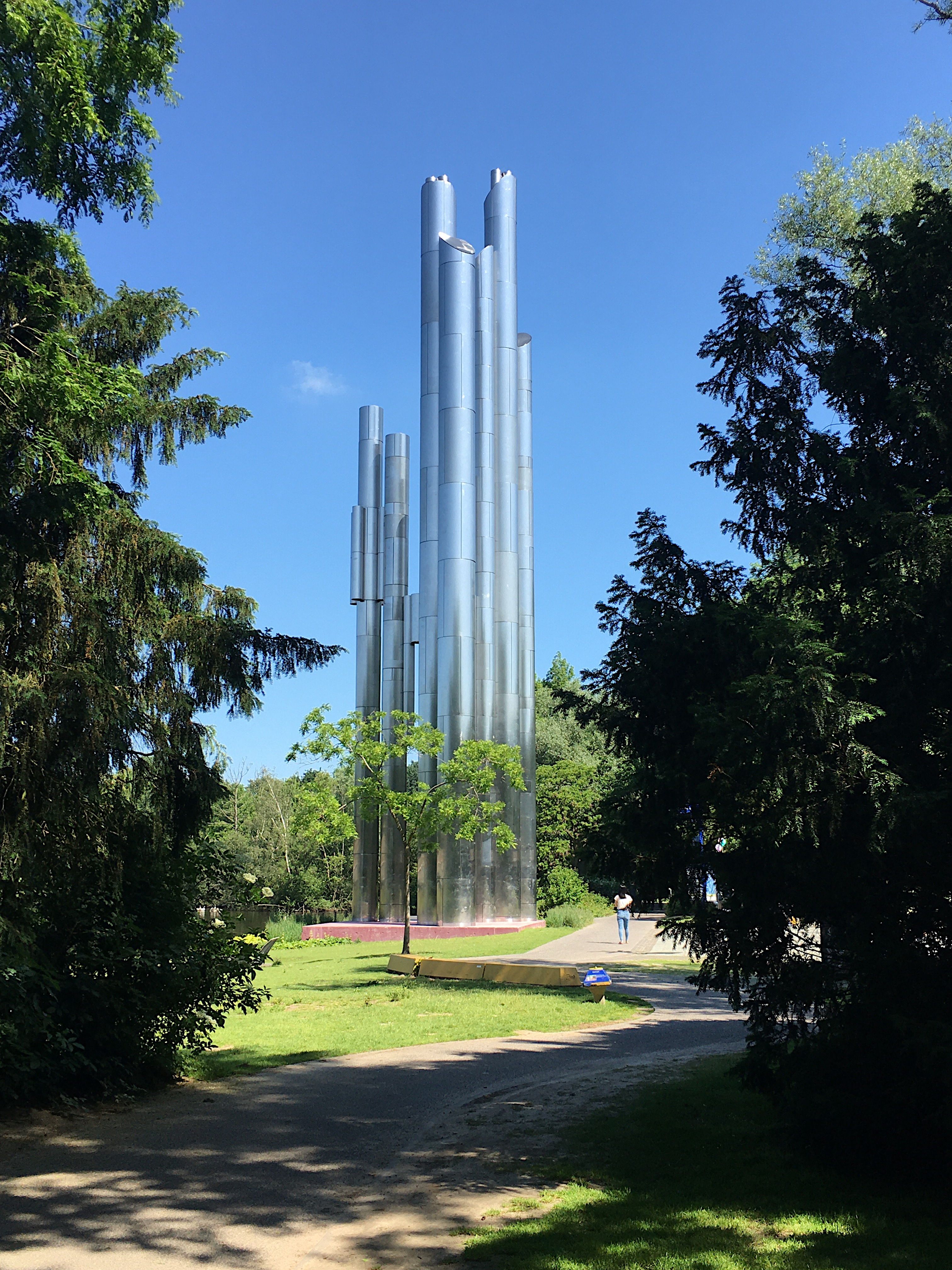
'Schoorsteenplastiek', Eindhoven

- Biografisch Portaal: 46040997
- International Standard Name Identifier: 0000 0000 2372 6315
- Library of Congress Control Number: n84143651
- Nederlandse Thesaurus van Auteursnamen: 070164924
- RKD-Nederlands Instituut voor Kunstgeschiedenis: 30378
- Virtual International Authority File: 72798817
- WorldCat: E39PBJvmJP7VVPQ6y9VP3BdvpP